# بياروزا
بجاروزا (Берёза, Бяроза) هي مدينة في مقاطعة بريست في روسيا البيضاء.
يبلغ عدد سكانها حوالي 29261 نسمة.

## معرض صور

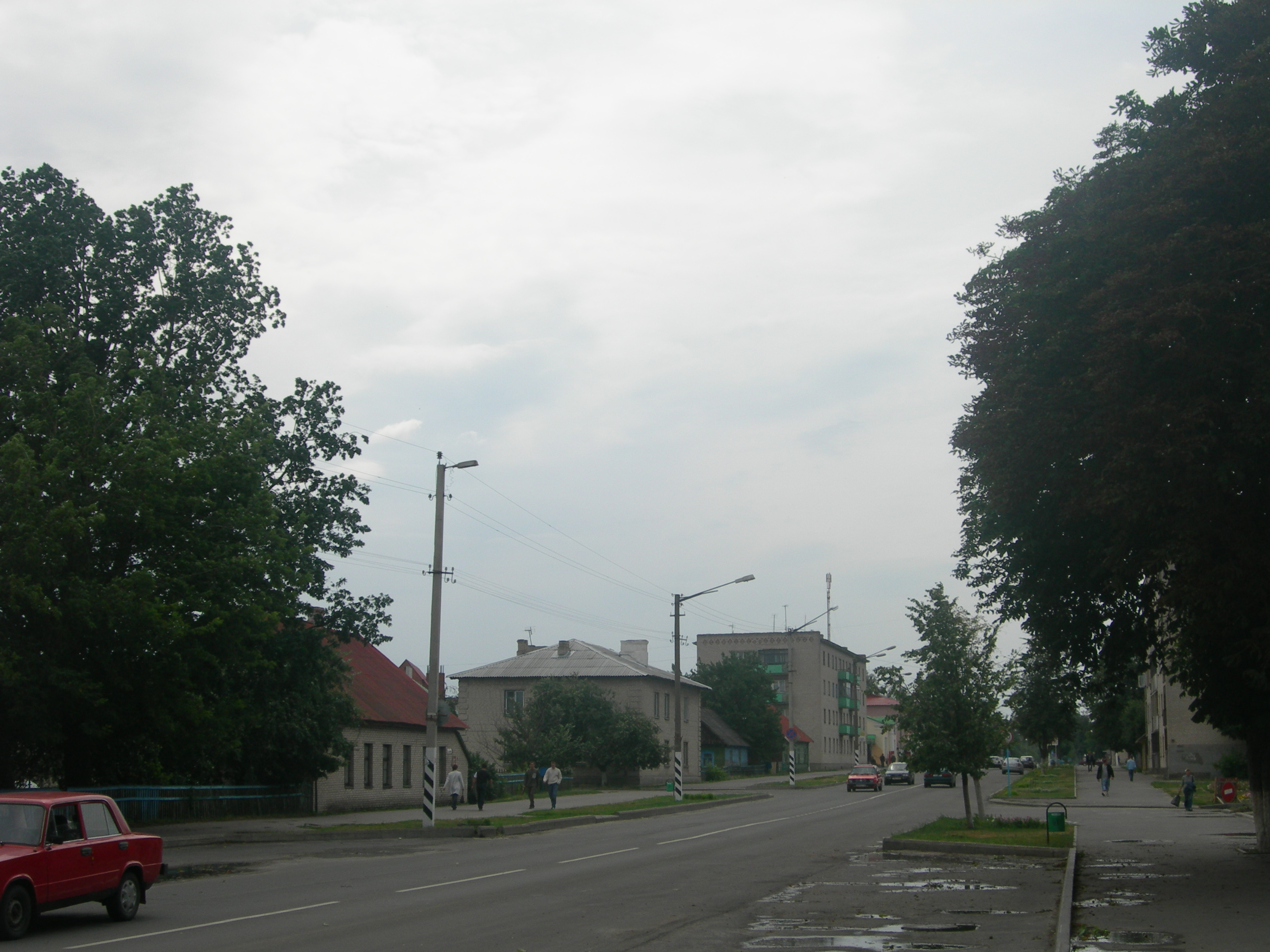
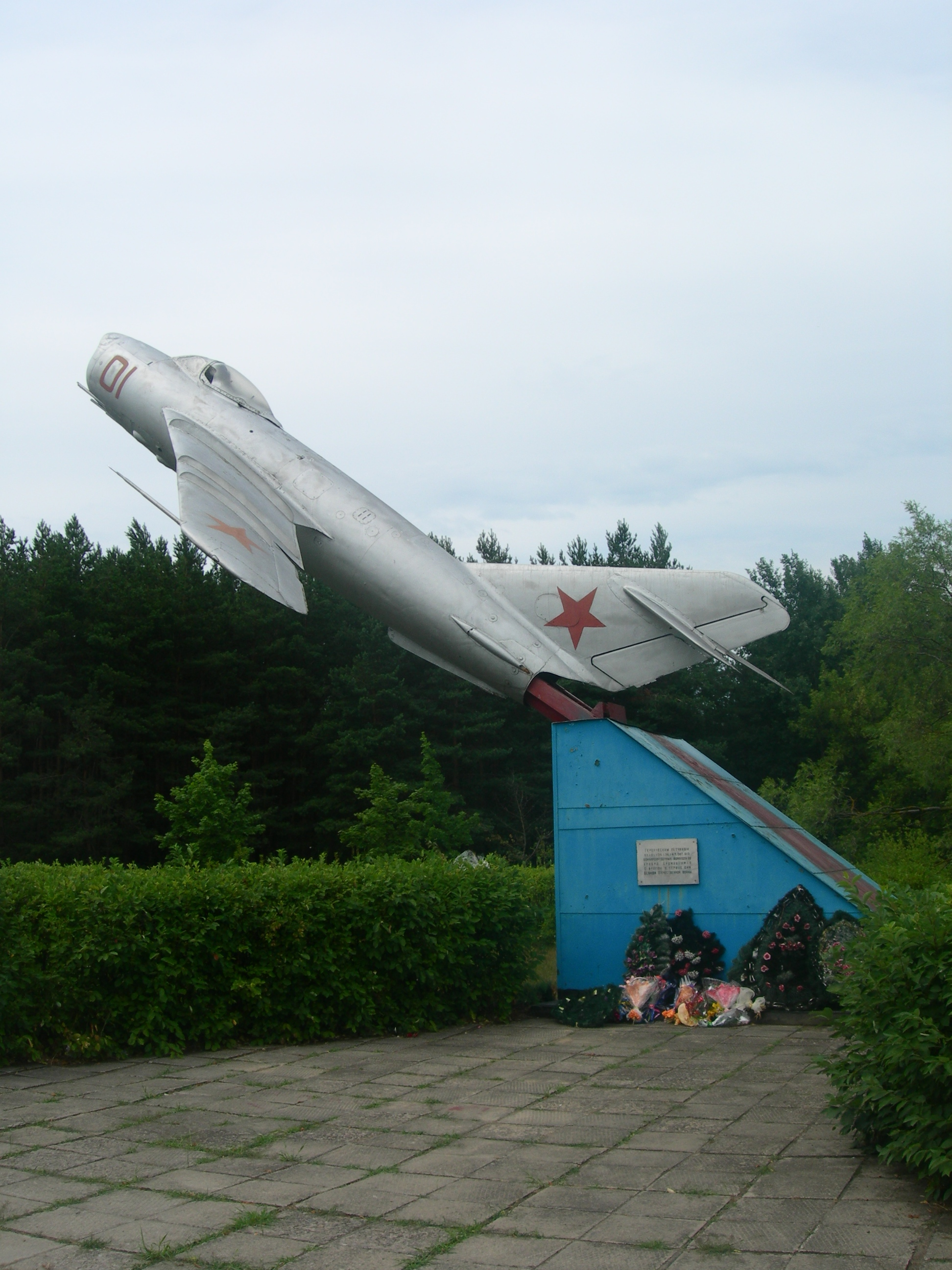
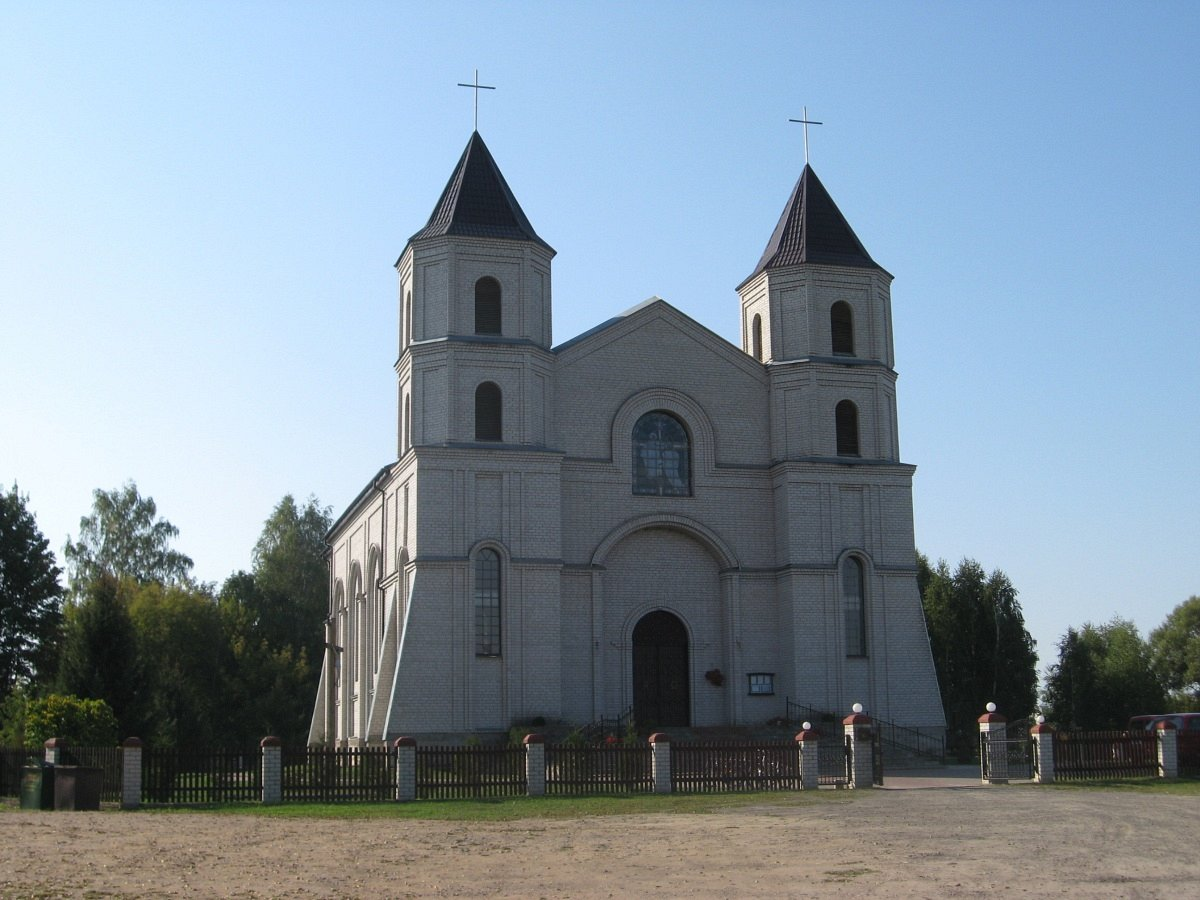

## أعلام
- ديميتري جيرمان